# タイ捨流

タイ捨流の九曜紋

タイ捨流（タイしゃりゅう）は、丸目長恵によって新陰流から創始された兵法。
現在、人吉藩に伝わった系統が現存している。この系統の12代目小田夕可は、1963年7月31日に「熊本県無形文化財」の指定を受けていた。

## 概要
タイ捨流の「タイ」という言葉には、「体・待・対・太」などの複数の漢字が当てはまる。
「タイ」と仮名で書くのは、「体」とすれば体を捨てるにとどまり、「待」とすれば待つを捨てるにとどまり、「対」とすれば対峙を捨てるにとどまり、「太」とすれば自性に至る…といったそれぞれの意味が含まれるからである。
漢字では意味が限定されてしまうが、仮名で表すことで何れの意味にも通じることができる。
「タイ捨」とは、これらのすべての雑念を捨て去るという事、ひとつひとつの言葉にとらわれない自由自在の剣法を意味する。
最大の特徴は、「右半開に始まり左半開に終わる、すべて袈裟斬りに終結する」独特な構え。
宗家の家紋である九曜の型による円の太刀や、様々な地形での戦を想定した体の操作法、飛び違い相手を撹乱する技、剣術に体術（蹴り・目潰・関節技）を取入れた技など、実践剣法を現在に伝えている。
タイ捨流の系譜は６代目以降、小田家の血統により守られており、現在13代山北の孫にあたる15代上原がその道統を受け継いでいる。また2017年5月、日本遺産人吉球磨 構成文化財に認定される。
タイ捨流の始祖丸目長恵（蔵人佐）は、肥後（熊本県）南部を領していた相良氏の家臣である。上京し、新陰流を創始した上泉伊勢守秀綱の弟子となり、将軍足利義輝の前での演武で秀綱の打太刀を勤めている。永禄10年（1567年）秀綱より、上泉伊勢守信綱の名で印可状を受けている。新陰流を九州一円に広めた後、独自の工夫によりタイ捨流を開流した。
タイ捨流は九州一円に広まり、江戸時代には、肥後人吉藩、肥前一帯で盛んに行われた。中国地方や東北方面にもタイシャ流や丸目流を名乗る流派が存在していた。

### 肥前のタイ捨流
肥前（佐賀県）には丸目蔵人自らが訪れ、武雄の木島藤左衛門と木島刑右衛門や佐嘉の松平入道雪窓らに相伝したため、肥前ではタイ捨流が盛んとなった。鍋島藩の第2代藩主・鍋島光茂の御側頭を務めた中野就明は、その刑右衛門の孫弟子にあたり、これを宝永7年（1710年）に「タイ捨流解紐」を著した。また、葉隠を著した山本常朝は中野就明の従弟であり、タイ捨流に入門していたとされる。当時、肥前における剣術の本流は、タイ捨流から新陰流に移っており、就明は「伝流ノ源ヲ失ン事ヲ憂ヒ」と、口伝の極意も含めてわかりやすい解説書としてまとめた。
その後、肥前のタイ捨流は、武雄、多久、佐嘉、吉田など各地に広まり、中級・軽輩の武士層において広まっており、幕末頃の佐嘉では木島刑右衛門が伝えたタイ捨流の川原小路道場と文久の頃に肥前に伝わった直心影流の水ヶ江道場が勢力を二分し、『東の直心影流、西のタイ捨流』と呼ばれるほど隆盛していた。また、第10代佐嘉藩主・鍋島直正が自らタイ捨流に入門している。
肥前のタイ捨流は明治～昭和に他の地方の多くの古武道と同じようにより途絶えたと思われる。二度目の相伝は1995年に13代山北竹任宗家が多久市の剣道教士七段谷口國雄に伝え、「肥前多久タイ捨流・聖風館」として道場を設立し復活するものの、これも相伝者ができず途絶えた。現在は三度目の相伝として嬉野市の肥前稽古会が、兵法タイ捨流剣術の本流である道場龍泉館の山本隆博師範から定期的に指導を受けている

## 分派
薩摩鹿児島藩の示現流、筑前福岡藩で盛んだった安倍立などが有名である。伊予今治藩や安芸広島藩の真貫流の開祖奥山太郎左衛門も一説によれば丸目の門下であったとされている（ただし、奥山系の古い伝書では丸目の名は無く、上泉の直門となっている）。ほかには宮崎県西臼杵郡五ケ瀬町に伝わる棒の手の心影無雙太車流などもある。